# باديرورن
باديرورن (بالإنجليزية: Bäderhorn)‏ هو أحد جبال سلسلة جبال الألب البرنية ويقع في كانتون برن في سويسرا. يحتل المرتبة رقم 382 في قائمة جبال سويسرا من حيث الارتفاع، إذ يبلغ ارتفاعه حوالي 2009 متر، بينما يبلغ ارتفاع نتوء الجبل 404 متر.